# 通德拉
通德拉（Tundla），是印度北方邦Firozabad县的一个城镇。总人口40336（2001年）。

## 人口
该地2001年总人口40336人，其中男性21437人，女性18899人；0—6岁人口5791人，其中男3101人，女2690人；识字率72.32%，其中男性为77.99%，女性为65.89%。